# Alexandr Rumiántsev
Alexandr Vadímovich Rumiántsev –en ruso, Александр Вадимович Румянцев– (Arcángel, URSS, 5 de diciembre de 1986) es un deportista ruso que compite en patinaje de velocidad sobre hielo.
Ganó dos medallas de bronce en el Campeonato Mundial de Patinaje de Velocidad sobre Hielo en Distancia Individual, en los años 2019 y 2021, y tres medallas de plata en el Campeonato Europeo de Patinaje de Velocidad sobre Hielo en Distancia Individual, en los años 2018 y 2020.
Participó en dos Juegos Olímpicos de Invierno, en los años 2010 y 2014, ocupando el sexto lugar en Sochi 2014, en la prueba de persecución por equipos.

## Palmarés internacional
| Campeonato Mundial en Distancia Individual | Campeonato Mundial en Distancia Individual | Campeonato Mundial en Distancia Individual | Campeonato Mundial en Distancia Individual |
| Año                                        | Lugar                                      | Medalla                                    | Prueba                                     |
| ------------------------------------------ | ------------------------------------------ | ------------------------------------------ | ------------------------------------------ |
| 2019                                       | Inzell (Alemania)                          | Medalla de bronce                          | Persecución por equipos                    |
| 2021                                       | Heerenveen (Países Bajos)                  | Medalla de bronce                          | 10 000 m                                   |
| Campeonato Europeo en Distancia Individual |                                            |                                            |                                            |
| Año                                        | Lugar                                      | Medalla                                    | Prueba                                     |
| 2018                                       | Kolomna (Rusia)                            | Medalla de plata                           | 5000 m                                     |
| 2018                                       | Kolomna (Rusia)                            | Medalla de plata                           | Persecución por equipos                    |
| 2020                                       | Heerenveen (Países Bajos)                  | Medalla de plata                           | Persecución por equipos                    |